# 四正丁基氯化銨
四正丁基氯化銨是一种季铵鹽，示性式为{\displaystyle {\ce {[(CH3CH2CH2CH2)4N]+Cl-}}}，为白色水溶性固體。它是其它四正丁基銨鹽的前体，其吸湿性较其相對應陽離子之溴化物：四正丁基溴化銨大一些。它可由三正丁胺和1-氯丁烷反应制得。